# Carniadactylus
Carniadactylus es un género extinto de pterosaurio que existió en Europa durante el período Triásico Superior. El género contiene una única especie, Carniadactylus rosenfeldi.

## Descripción
Carniadactylus era similar en apariencia y anatomía a su pariente cercano Eudimorphodon, aunque era significativamente menor. Como Eudimorphodon, es notable por sus complejos dientes multicúspides. A pesar de sus similitudes, la diferencia de tamaño entre estos dos pterosaurios probablemente significa que ocupaban nichos ecológicos diferentes y dependían de fuentes de alimentación distintas. Esto es apoyado por estudios de sus dientes. Aunque era similares en constitución, los dientes de Carniadactylus muestran poco o ningún desgaste, a diferencia de los dientes más grandes de Eudimorphodon, los cuales podían masticar hasta cierto punto su comida de peces. El menor Carniadactylus probablemente se alimentaba de pequeñas presas de cuerpos blandos, como gusanos y larvas de insectos.

## Clasificación
En 1995 el paleontólogo italiano Fabio Marco Dalla Vecchia nombró una nueva especie del género Eudimorphodon: E. rosenfeldi. El nombre de la especie honra a su descubridor, Corrado Rosenfeld. El holotipo es MFSN 1797, un esqueleto fósil parcial con piezas del cráneo y la mandíbula inferior, pero carece de cola, siendo hallado cerca de Údine.
Sin embargo, pronto se evidenció en los análisis cladísticos que E. rosenfeldi no era el taxón hermano de la especie tipo de Eudimorphodon: E. ranzii. Esto hace que, dependiendo de la precisión del análisis, el género sea parafilético o polifilético.
Para evitar esto Dalla Vecchia creó en 2009 el nuevo género Carniadactylus. La especie tipo es Carniadactylus rosenfeldi. El nombre del género se deriva de Carnia, el nombre de la región donde se encontró el fósil, y el griego daktylos, "dedo", una referencia al dedo alar típico de los pterosaurios. Un segundo espécimen, MPUM 6009, es el paratipo, consistente en un esqueleto casi completo que sin embargo está mayormente preservado como sólo una impresión. Es un tercio más pequeño que el holotipo, lo cual indica una envergadura de cerca de setenta centímetros. Esta disparidad es explicada por Dalla Vecchia como resultado de la variabilidad en la especie.
De acuerdo con los primeros análisis hechos por Alexander Kellner, Carniadactylus está relacionado con Peteinosaurus dentro de la familia Dimorphodontidae. David Unwin sin embargo, lo situó entre los Campylognathoididae. Esto se confirmó con un nuevo análisis de Dalla Vecchia que muestra que Carniadactylus es el taxón hermano de Caviramus schesaplanensis. Sin embargo, un análisis filogenétoco más exhaustivo publicado por Andres & Myers en 2013 apoyó la interpretación original de Carniadactylus como el taxón hermano de la especie tipo de Eudimorphodon, por lo que lo reclasificaron dentro de ese género.